# Corpul de Cavalerie (1916-1918)
Corpul de Cavalerie a fost o mare unitate de cavalerie a Armatei României, de nivel operativ, care a participat la acțiunile militare pe frontul român între 10/23 martie 1917-1/13 aprilie 1918. Corpul a fost comandat în toată perioada de generalul de divizie Nicolae Sinescu.
Corpul de cavalerie a fost prima mare unitate de nivel corp de armată, din istoria armei cavalerie, în Armata României. El s-a constituit prin ordinul Marelui Cartier General nr. 20.543 din 10/23 martie 1917 prin care Inspectorul general al cavaleriei a fost investit cu aceleași drepturi și prerogative ca și comandanții de corpuri de armată. Corpul avea în subordine cavaleria armatei (Diviziile 1 și 2 Cavalerie), precum și cavaleria de armată (Brigăzile 1 și 2 Călărași).:190